# Tony Gardner
Tony Gardner   (Cleveland, 25 de setembre de 1965) és un dissenyador de maquillatge, dissenyador d'efectes especials i titellaire estatunidenc. Ha dissenyat i creat efectes per a molts llargmetratges, incloses les pel·lícules Zombieland, 127 hores, Smokin' Aces, Hairspray, Jackass Presents: Bad Grandpa, La família Addams, Seed of Chucky, Shallow Hal i There's Something About Mary. Gardner va ajudar a crear els cascos característics de Daft Punk, així com un robot animatrònic per al seu videoclip "Technologic". Va escriure i va dirigir el vídeo musical de Daft Punk per a la cançó "The Prime Time of Your Life", on també hi havia les seves dues filles (Brianna i Krya) i el seu associat va produir i poblar un món ple de robots per al duet. debut com a director pel llargmetratge, Daft Punk's Electroma. Més enllà de l'àmbit de la realització de pel·lícules, la companyia d'efectes especials de Gardner Alterian, Inc. també ha dissenyat i creat els populars personatges GEICO Cavemen així com la iteració actual de Smokey Bear.
Els efectes de maquillatge d'Alterian per al personatge de Johnny Knoxville a Jackass Presents: Bad Grandpa van ser nominats per a un premi de l'Acadèmia, així com per a un maquillador i un premi del gremi de perruquers, i van guanyar el premi del gremi de maquillatge i perruqueria per Millors efectes especials de maquillatge a la categoria de llargmetratges del 2014.

## Treball
El seu primer treball professional va ser per a Rick Baker al vídeo musical de Michael Jackson per a la cançó "Thriller". Gardner va aparèixer al vídeo com el primer zombi a sortir d'una tomba així com el zombi coixejant al qual cau el braç. El seu primer gran projecte cinematogràfic va ser com a cap de l'equip d'efectes especials de The Blob. La seva filla Brianna Gardner va aparèixer a Shallow Hal (20) com Cadence, la pacient de set anys de la sala de cremades. Tony la va recomanar als germans Farrelly perquè sabia que seria capaç de tolerar l'extens maquillatge de cremades protètiques. Va fer una audició i va guanyar el paper.
El seu treball a la pel·lícula de Danny Boyle del 2010 127 hores va rebre notorietat per les seqüències d'amputació dissenyades, dissenyades i construïdes per recrear l'esdeveniment real amb detalls extrems. Les projeccions prèvies a l'estrena de la pel·lícula en diversos festivals de cinema han fet que els membres del públic necessitin assistència mèdica. Gardner subratlla, però, que el resultat desitjat era la precisió i una immersió en una recreació de l'experiència perquè el públic experimentés les coses a través dels ulls d'Aron Ralston.
Gardner també és conegut pel seu treball amb el duo de música electrònica Daft Punk. Va ajudar a crear el barret robòtic característic que portava el duet. També va participar en els vídeos musicalss dels seus senzills "Technologic", "Instant Crush" i "The Prime Time of Your Life", l'últim dels quals també va dirigir. Va treballar al costat del duet com a productor associat per al seu primer llargmetratge Daft Punk's Electroma, una pel·lícula per a la qual la seva empresa Alterian, Inc. també va poblar un món ple de robots.
Alterian, Inc. de Gardner va dissenyar i crear els efectes de maquillatge per a la pel·lícula Jackass Presents: Bad Grandpa. Els efectes de maquillatge del personatge de Johnny Knoxville van ser nominats tant per a un premi de l'Acadèmia al millor maquillatge i perruqueria com per al premi del gremi de maquillatge i perruqueria el 2013. L'obra va rebre el premi del gremi als millors efectes especials de maquillatge a la categoria de llargmetratge.

## Filmografia
- The Return of The Living Dead (1985) ((animació de mig cadàver)
- ¡Three Amigos! (1986) (titellaire) (sense acreditar)
- The Blob (1988) (disseny efectes maquillatge, cap de departament efectes maquillatge)
- Darkman (1990) (disseny efectes maquillatge, cap de departament efectes maquillatge)
- La família Addams (1991) (disseny efectes maquillatge)
- Mom and Dad Save the World (1992) (titellaire) (sense acreditar)
- El guardaespatlles (1992) (propietats especials) (sense acreditar)
- L'exèrcit de les tenebres (1992) (disseny efectes maquillatge)
- El club dels mutants (1993) (disseny efectes maquillatge)
- Hocus Pocus (1993) (titellaire: Binx)
- Raging Angels (1995) (titellaire)
- Batman i Robin (1997) (titellaire)
- There's Something About Mary (1998) (disseny efectes maquillatge)
- Wild Wild West (1999) (titellaire)
- Tres reis (1999) (disseny efectes maquillatge, titellaire)
- Freddy Got Fingered (2001) (disseny efectes maquillatge)
- Osmosis Jones (2001) (dissenyador de maquillatge)
- Shallow Hal (2001) (disseny efectes maquillatge, cap de departament efectes maquillatge)
- Say It Isn't So (2001) (titellaire)
- Jackass: The Movie (2002) (dissenyador de maquillatge especial)
- Bob Esponja: la pel·lícula (2004) (titellaire)
- Seed of Chucky (2004) (dissenyador de maquillatge especial, artista d'efectes especials de maquillatge, supervisor efectes animatronic)
- Smokin' Aces (2006) (disseny efectes maquillatge, cap de departament efectes maquillatge)
- Daft Punk's Electroma (2006) (disseny efectes robòtics)
- Jackass Number Two (2006) (special dissenyador de maquillatge)
- Jackass 2.5 (2007) (dissenyador especial de maquillatge)
- Hairspray (2007) (disseny efectes maquillatge, cap de departament efectes maquillatge)
- Zombieland (2009) (disseny efectes maquillatge)
- 127 hores (2010) (disseny efectes maquillatge)
- Jackass 3D (2010) (disseny efectes especials maquillatge)
- Jackass 3.5 (2011) (disseny efectes especials maquillatge)
- Jackass Presents: Bad Grandpa (2013) (disseny efectes maquillatge)
- Curse of Chucky (2013) (personatges i efectes animatronic, titellaire)
- Jackass Presents: Bad Grandpa .5 (2014) (disseny efectes maquillatge)
- Scouts Guide to the Zombie Apocalypse (2015) artista d'efectes de maquillatge, disseny efectes maquillatge/creator)
- Cult of Chucky (2017) (supervisor efectes animatronic, titellaire, productor associat)
- Who Is America? (2018) (disseny efectes maquillatge, cap de departament efectes maquillatge, productor associat)
- Kidding (2018) (artista d'efectes especials de maquillatge)
- Wounds (2019) (disseny efectes maquillatge, artista d'efectes especials de maquillatge)
- Sextuplets (2019) (disseny efectes maquillatge, special effects makeup department head)
- Zombieland: Double Tap (2019) (disseny efectes maquillatge, cap de departament efectes maquillatge)
- Slayer: The Repentless Killogy (make up effects department head)
- Freaky (2020) (disseny efectes maquillatge, artista d'efectes especials de maquillatge)
- Bad Hair (2020) (cap de departament efectes maquillatge, disseny efectes maquillatge)
- Don't Look Deeper (2020) (cap de departament efectes maquillatge, disseny efectes maquillatge)
- Bad Trip (2021) (disseny efectes maquillatge)
- Old (2021) (disseny efectes especials maquillatge)
- Chucky (2021) (titellaire, personatges i efectes animatronic, productor associat)
- Studio 666 (2022) (disseny efectes maquillatge, artista d'efectes especials de maquillatge)
- Jackass Forever (2022) (disseny efectes especials maquillatge)
- Jackass 4.5 (2022) (disseny efectes especials maquillatge)

## Reconeixements
- 1990: Al XXIII Festival Internacional de Cinema Fantàstic de Sitges rep el Premi als "Millors efectes especials" per la pel·lícula Darkman[5]
- 1990: Nominada al Premi Saturn al "Millor maquillatge" per la pel·lícula Darkman
- 1992: Va guanyar els Premi Fangoria Chainsaw als "Millors efectes especials de maquillatge - Llargmetratges" per "Army of Darkness"
- 1994: Nominada al premi Saturn al "Millor maquillatge" per la pel·lícula Freaked (compartida amb Steve Johnson i Screaming Mad George)
- 1994: Nominada al premi Saturn al "Millor maquillatge" per la pel·lícula Army of Darkness
- 2000: Nominada al premi OFTA al "Millor maquillatge i pentinat" per la pel·lícula Titus
- 2008: Nominada al premi OFTA al "Millor maquillatge i pentinat" per la pel·lícula Hairspray
- 2014: Va guanyar el premi Hollywood Makeup Artist and Hair Stylist Guild Award als "Millors efectes especials de maquillatge - Llargmetratges" per "Jackass Presents: Bad Grandpa" (compartit amb Stephen Prouty)
- 2017: Nominada al premi Hollywood Makeup Artist & Hair Stylist Guild Award als "Millors efectes especials de maquillatge - anuncis publicitaris i vídeos musicals" per "Run" de Foo Fighters